# Myckeltjärnen, Jämtland
Myckeltjärnen är en sjö i Östersunds kommun i Jämtland och ingår i Indalsälvens huvudavrinningsområde. Sjön har en area på 0,225 kvadratkilometer och ligger 273,8 meter över havet.

## Delavrinningsområde
Myckeltjärnen ingår i det delavrinningsområde (702906-145069) som SMHI kallar för Mynnar i Hårkans vattendragsyta. Medelhöjden är 338 meter över havet och ytan är 8,83 kvadratkilometer. Det finns inga avrinningsområden uppströms utan avrinningsområdet är högsta punkten. Vattendraget som avvattnar avrinningsområdet har biflödesordning 3, vilket innebär att vattnet flödar genom totalt 3 vattendrag innan det når havet efter 200 kilometer. Avrinningsområdet består mestadels av skog (83 procent). Avrinningsområdet har 0,23 kvadratkilometer vattenytor vilket ger det en sjöprocent på 2,6 procent.